# استاروسلطانگولوو
استاروسلطانگولوو (به لاتین: Starosultangulovo) یک منطقهٔ مسکونی در روسیه است که در باشقیرستان واقع شده‌است.